# Pedro Cárdenas y Arbieto
Pedro Cárdenas y Arbieto (1640–1687) foi um prelado católico romano que serviu como Bispo de Santa Cruz de la Sierra (1680–1687).

## Biografia
Pedro Cárdenas y Arbieto nasceu em Lima, Peru. No dia 13 de maio de 1680, foi escolhido pelo Rei da Espanha e confirmado pelo Papa Inocêncio XI como Bispo de Santa Cruz de la Sierra. A 21 de dezembro de 1681, foi consagrado bispo por Melchor Liñán y Cisneros, arcebispo de Lima. Serviu como Bispo de Santa Cruz de la Sierra até à sua morte em 1687.